# كأس الصداقة والسلام 1989
كأس الصداقة والسلام 1989 هي مسابقة كرة قدم ودية مكونة من سبعة منتخبات، أقيمت في مدينة الكويت من 30 أكتوبر إلى 12 نوفمبر 1989. وكان توقيت هذه البطولة سنة واحدة بعد انتهاء الحرب الإيرانية العراقية. حضر البطولة بعض الشخصيات الرياضية البارزة أمثال خوان أنطونيو سامارانش، وجواو هافيلانج، وميشيل بلاتيني. المنتخبات السبعة المشاركة كانت: الكويت بصفتها المستضيف، وإيران صاحبة المركز الثالث بكأس آسيا 1988، والعراق الذي شارك في الألعاب الأولمبية 1988، واليمن الجنوبي، ولبنان، وبلدين أفريقيين هما أوغندا وغينيا.

## مرحلة المجموعات

### المجموعة أ
| فريق   | لعب | ف | ت | خ | له | عليه | ف.أ | نقاط |
| ------ | --- | - | - | - | -- | ---- | --- | ---- |
| الكويت | 2   | 1 | 1 | 0 | 6  | 1    | +5  | 3    |
| أوغندا | 2   | 1 | 1 | 0 | 3  | 1    | +2  | 3    |
| لبنان  | 2   | 0 | 0 | 2 | 0  | 7    | −7  | 0    |

| الكويت                                                                         | 5–0 | لبنان |
| ------------------------------------------------------------------------------ | --- | ----- |
| بدر العنبري 14' · باسل عبد النبي 39' · وائل سليمان 40' · صلاح الحساوي 57'، 78' |     |       |

| أوغندا                           | 2–0 | لبنان |
| -------------------------------- | --- | ----- |
| عمر سينوغا 29' · ماجد موسيسي 38' |     |       |

| الكويت          | 1–1 | أوغندا           |
| --------------- | --- | ---------------- |
| بدر العنبري 43' |     | رونالد فوبيا 73' |

### المجموعة ب
| فريق          | لعب | ف | ت | خ | له | عليه | ف.أ | نقاط |
| ------------- | --- | - | - | - | -- | ---- | --- | ---- |
| إيران         | 3   | 1 | 2 | 0 | 3  | 1    | +2  | 4    |
| العراق        | 3   | 1 | 1 | 1 | 6  | 3    | +3  | 3    |
| غينيا         | 3   | 1 | 1 | 1 | 2  | 2    | 0   | 3    |
| اليمن الجنوبي | 3   | 1 | 0 | 2 | 3  | 8    | −5  | 2    |

| غينيا            | 1–0 | العراق |
| ---------------- | --- | ------ |
| فوديه كامارا 90' |     |        |

| إيران                    | 2–0 | اليمن الجنوبي |
| ------------------------ | --- | ------------- |
| مجيد نامجو مطلق 35'، 61' |     |               |

| العراق                                       | 6–2 | اليمن الجنوبي |
| -------------------------------------------- | --- | ------------- |
| أحمد راضي · ليث حسين · سمير كاظم · باسل فاضل |     |               |

| إيران                   | 1–1 | غينيا               |
| ----------------------- | --- | ------------------- |
| مجتبى محرمي 48' (ركلة.) |     | عبد الله إمرسون 75' |

| اليمن الجنوبي | 1–0 | غينيا |
| ------------- | --- | ----- |
| محمد حسن 76'  |     |       |

| إيران | 0–0 | العراق |
| ----- | --- | ------ |
|       |     |        |

## مرحلة خروج المغلوب

### نصف النهائي
| إيران                                     | 2–2   | أوغندا                              |
| ----------------------------------------- | ----- | ----------------------------------- |
| محمد حسن أنصاريفرد 22' · شاهرخ بياني 115' | تقرير | رونالد فوبيا 26' · ماجد موسيسي 106' |
| ركلات الترجيح                             |       |                                     |
|                                           | 8–9   |                                     |

| العراق             | 2–1   | الكويت         |
| ------------------ | ----- | -------------- |
| أحمد راضي 26'، 90' | تقرير | حمد الصالح 70' |

### مباراة المركز الثالث
| إيران | 0–1   | الكويت              |
| ----- | ----- | ------------------- |
|       | تقرير | عبد الله العصفور 5' |

### النهائي
| العراق        | 1–1 | أوغندا         |
| ------------- | --- | -------------- |
| أحمد راضي     |     | بول هاسولي 29' |
| ركلات الترجيح |     |                |
|               | 4–3 |                |

## مسجلي الأهداف
5 أهداف
- أحمد راضي

3 أهداف
- محمد حسن

هدفين
- مجيد نامجو مطلق
- ليث حسين
- بدر العنبري
- صلاح الحساوي
- رونالد فوبيا
- ماجد موسيسي

هدف
- عبد الله إمرسون
- فوديه كامارا
- مجتبى محرمي
- شاهرخ بياني
- محمد حسن أنصاريفرد
- سمير كاظم
- باسل فاضل
- عبد الله العصفور
- حمد الصالح
- باسل عبد النبي
- وائل سليمان
- بول هاسولي
- عمر سينوغا

## روابط خارجية
- RSSSF Page on Peace and Friendship Cup